# 格爾夫希爾斯 (密西西比州)
格爾夫希爾斯（英語：Gulf Hills）是位於美國密西西比州傑克遜縣的普查規定居民點。

## 人口
根據2020年美國人口普查的數據，格爾夫希爾斯的面積為21.31平方千米，當中陸地面積為20.03平方千米，而水域面積為1.27平方千米。當地共有人口8526人，而人口密度為每平方千米400.09人。